# Pressão osmótica

Se quisermos interromper a osmose, basta exercer sobre o sistema formado por duas soluções ou uma solução e um solvente, separados por uma membrana semipermeável, uma pressão no sentido inverso ao da osmose no mínimo com a mesma intensidade daquela que o solvente faz para atravessar a membrana semipermeável.
A essa pressão, capaz de impedir o fenômeno da osmose, damos o nome de pressão osmótica
Ou seja, é definida como o equivalente à pressão necessária, aplicada sobre um recipiente contendo solvente puro de modo a impedir a osmose.

## A pressão osmótica de uma solução
- Osmose natural: a saída do meio menos concentrado para o meio mais concentrado.
- Osmose reversa: a saída do meio mais concentrado para o meio menos concentrado.  {\displaystyle \pi =N\cdot R\cdot T\cdot i}.

Sendo:
{\displaystyle \pi } = pressão osmótica da solução
{\displaystyle N} = concentração do soluto em solução expressa em mol/L (molaridade)
{\displaystyle R} = constante universal dos gases perfeitos, cujo valores são 0,082 atm.L.K-1.mol-1 ou 62,3 mmHg.L.K-1.mol-1 ou 8,31 J/mol.K
{\displaystyle T} = temperatura em Kelvin
{\displaystyle i} = fator de correção de Van't Hoff

## Características Coligativas
A equação mostra que a pressão de ebulição, a uma dada temperatura e pressão, é uma propriedade coligativa, pois depende somente do número de partículas do soluto por unidade de volume da solução.
Observação:
- Solutos moleculares como a glicose e sacarose, de mesma concentração em mol/L, apresentam a mesma pressão osmótica.
- Solutos iônicos como NaCl ou CaCl2, embora tenham a mesma concentração em mol/L, apresentam pressão osmótica diferentes, devido números de partículas produzidas. Como o NaCl se dissolve em água, gerando íons Na+ e Cl-, 1 mol/L de NaCl produz na verdade 2 mol/L de partículas. No cálculo da Pressão Osmótica, o fator de Van't Hoff (i) adquire então valor 2. No caso do CaCl2, como temos 3 mol/L de partículas (Ca+ e 2Cl-), temos i = 3.